# Klasky Csupo
Klasky Csupo Inc. ist eine Multimedia-Unterhaltungs-Produktionsfirma mit Sitz in Los Angeles, Kalifornien. Die Firma wurde gegründet von der Künstlerin und Produzentin Arlene Klasky und dem Hauptanimator Gábor Csupó. Die Firma ist bekannt für ihre Cartoonserien, die sie für Nickelodeon produzierten, wie zum Beispiel Rugrats, Rocket Power und Expedition der Stachelbeeren. Klasky Csupo produzierte auch die ersten drei Staffeln der populären Fernsehserie Die Simpsons. Die Firma ist ebenfalls aktiv in der Produktion von Musik. Außerdem erstellt sie Werbespots inklusive einiger Spots für McDonald’s.

## Andere produzierte Serien
- Aaahh!!! Monster
- All Grown Up – Fast erwachsen
- Gingers Welt
- Duckman
- Santo Bugito
- Stressed Eric (Eric im Stress)
- What’s Cooking?
- What's Inside Heidi's Head?
- Rugrats